# Trawasan
Trawasan is een bestuurslaag in het regentschap Jombang van de provincie Oost-Java, Indonesië. Trawasan telt 3340 inwoners (volkstelling 2010).